# Sant Joan i Santa Eugènia de Montner

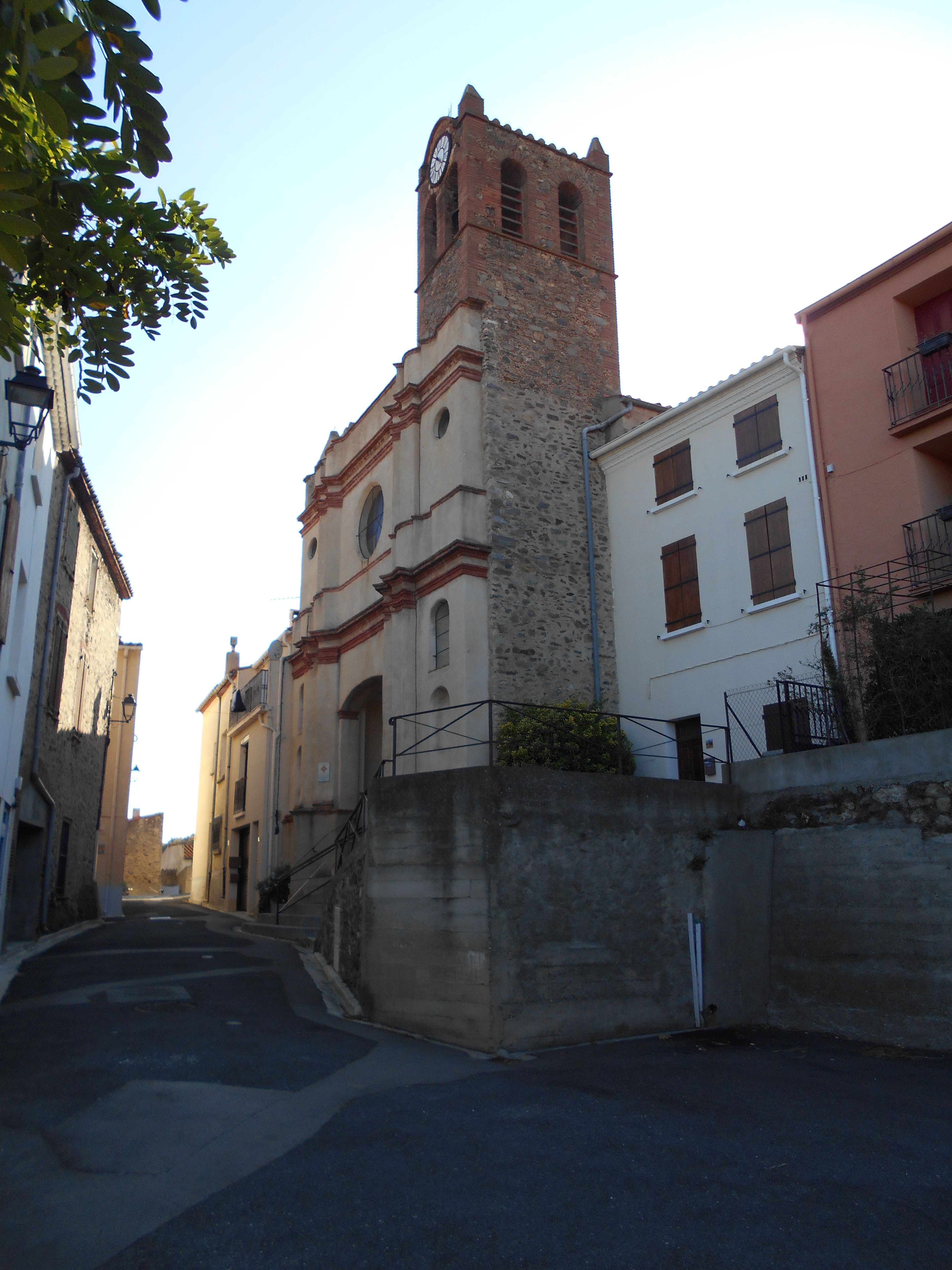
L'església, encaixada entre edificis

Sant Joan i Santa Eugènia de Montner és l'església parroquial del poble de Montner, pertanyent al terme comunal del mateix nom, de la comarca del Rosselló, a la Catalunya del Nord. Antigament estigué advocada a Sant Jaume.
Està situada al bell mig del que fou la cellera primigènia del poble de Montner.
El lloc està documentat des del segle xv.